# Killin' Time
Killin' Time är ett musikalbum av Gasolin'. Albumet spelades in i Sweet Silence Studios, Köpenhamn, Danmark och släpptes 1978.

## Låtlista
1. "Girl You Got Me Lonely" - 3:06
2. "Closer" - 4:07
3. "Jailbait" - 3:52
4. "Let It Flow" - 3:34
5. "Snow Queen" - 3:02
6. "Killin' Time" - 2:35
7. "In the Wings" - 3:10
8. "Highschool" - 2:56
9. "Stop" - 2:58
10. "Sing My Song" - 4:35
11. "Magic Garden" - 1:50

## Medverkande
- Wili Jønsson - bas, sång, keyboard
- Sören Berlev - trummor
- Kim Larsen - sång, gitarr
- Franz Beckerlee - gitarr, altsaxofon
- Felix Pappalardi - keyboard, sång, bas